# نينتندو إس-إس إم بي

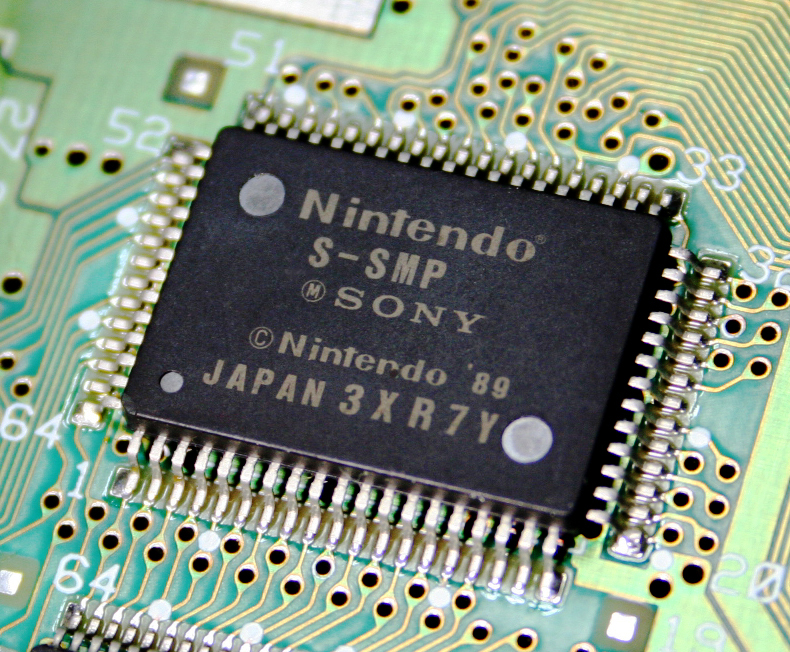
نينتندو إس-إس إم بي

نينتندو إس-إس إم بي (بالإنجليزية: Nintendo S-SMP)‏ هي وحدة المعالجة المركزية للصوت في جهاز الألعاب سوبر نينتندو إنترتينمنت سيستم. تتكون من معالج إشارة رقمي 16 بت وذاكرة الوصول العشوائي الساكنة بسعة 64 كيلوبايت، بالإضافة إلى ذاكرة إقلاع 64 بايت.